# Мирцела Баратеон
Мирцела Баратеон е измислена героиня от поредицата „Песен за огън и лед“ от фантастичните романи на американския писател Джордж Р. Р. Мартин и неговата телевизионна адаптация Игра на тронове. Историята на Мирцела в сериала има значителна разлика от тази в книгите.
Мирцела се появява за първи път в „Игра на тронове“ 1996 г. Мирцела е единствената дъщеря на Церсей Ланистър. Впоследствие се появява и в „Сблъсък на крале“ на Мартин (1998) и „Пир за врани“ (2005).
В сериала на HBO Игра на тронове Мирцела първоначално е изиграна от ирландската актриса Ейми Ричардсън в първите два сезона и от английската актриса Нел Тигър Фрий в пети и шести.

## Персонаж
Мирцела няма гледна точка в романите, така че нейните действия са свидетелни и тълкувани през очите на други хора,

## Сюжетни линии

### Игра на тронове
Мирцела се споменава за първи път в „Игра на тронове“ (1996) като единствената дъщеря на кралица Церсей Ланистър и крал Робърт Баратеон. При първото си появяване тя придружава родителите си, двамата си братя Джофри и Томен Баратеон и двамата си „чичовци“ Тирион и Джайм Ланистър до Зимен хребет, където Робърт моли Едард Старк да стане негова ръка на краля. Едард открива, че Мирцела и нейните братя са плод на кръвосмесителна афера между Церсей и Джайм.

### Сблъсък на крале
В Слбъсък на крале, Мирцела присъства на именния ден на Джофри. Тя поздравява чичо си Тирион и му казва, че се радва, че слуховете за смъртта му са били неверни. По време на Войната на Петте крале Тирион прави планове за сключване на съюз с домът Мартел от Дорн, от Дорн, като Мирцела се жени за Тристан Мартел, син на настоящия владетел на Дорн освен това Мирцела трябва да бъде изпратена в Дорн.

### Пир за врани
По време на „Вихър от мечове“ (2000), сестрата на Тристан, Ариан Мартел планира да коронува Мирцела за наследник на Робърт вместо Томен, надявайки се да подтикне дорненците да се разбунтуват срещу Ланистър за да я сложат на Железния трон. Доран Мартел обаче е информиран за конспирацията и хората му правят засада на партията на Ариан. В последвалия сблъсък има неуспешен опит да убият Мирцела.

### Танц с дракони
В „Танц с дракони“ (2011) Мирцела се връща в Кралски чертог

## ТВ адаптация

### Сюжетни линии

#### Сезон 1 и 2
Историята на Мирцела през първите два сезона е същата като в книгите. Тя пътува заедно със семейството си до Зимен хребет. По-късно тя е видяна заедно с брат си Томен на именния ден на Джофри. По-късно Тирион я изпраща в Дорн за да се ожени за Тристан Мартел бъдещия владетел на Дорн като по този начин Ланистър и Мартел сключат договор.

#### Сезон 5 и 6
Мирцела и Тристан (в когото Мирцела се е влюбила) се разхождат в градината на замъка докато са шпионирани от Елария Пясък. Елария ядосана заради смъртта на Оберин иска да отмъсти на Церсей чрез Мирцела. Мирцела е изненадана, когато нейният „чичо“ Джайм Ланистър я намират с Тристан разхождащи се в градините. Тя е разстроена когато Брон е принуден да удари Тристан за да изпадне в безсъзнание и се противопоставя на настояването на Джайм да си тръгне с него. Пясъчните змии правят внезапна засада, за да я отвлекат. Тя почти е взета за заложник от Нимерия, но конфликтът е прекъснат, след като Арео Хотах пристига с дузина дорнски пазачи, затваряйки Джайм, Брон, пясъчните змии и Елария. Мирцела посещава Джайм в затвора. Джайм я предупреждава за Елария и че трябва да тръгне с него и да се върне в Кралски чертог. Мирцела, тъй като не разбира, го уверява, че Дорн сега е нейният дом и че тя ще остане и ще се омъжи за Тристан. Бракът ѝ с Тристан обаче никога не се случва, тъй като тя е отровена от Елария и Пясъчните змии точно преди да напусне Дорн. Тя умира в обятията на баща си Джайм докато пътуват за Кралски чертог.
В сезон 6, епизод 2, трупът и е върнат в Кралски чертог.
|  | Тази страница частично или изцяло представлява превод на страницата Myrcella Baratheon в Уикипедия на английски. Оригиналният текст, както и този превод, са защитени от Лиценза „Криейтив Комънс – Признание – Споделяне на споделеното“, а за съдържание, създадено преди юни 2009 година – от Лиценза за свободна документация на ГНУ. Прегледайте историята на редакциите на оригиналната страница, както и на преводната страница, за да видите списъка на съавторите. ВАЖНО: Този шаблон се отнася единствено до авторските права върху съдържанието на статията. Добавянето му не отменя изискването да се посочват конкретни източници на твърденията, които да бъдат благонадеждни. |